# Vítězný oblouk (kostel)
Vítězný oblouk (nebo také triumfální oblouk) je v rané křesťanské architektuře termín, kterým se označuje velký oblouk nad otvorem v příčné zdi mezi chrámovou lodí, chórem nebo apsidou. Umožňuje pohled z chrámové lodi do kněžiště na oltář a apsidu. Je vytvořen tehdy, když je mezi podélnou lodí a apsidou vložena ještě loď příčná. Vítězný oblouk nelze zaměňovat se zadní koncovou stěnou baziliky, která obklopuje otvor do apsidy. Jestliže tedy kostel nemá chór, jedná se o oblouk apsidy.

## Raně křesťanská architektura
V rané křesťanské architektuře byly přední strany triumfálních oblouků obrácené ke komunitě obvykle pokryty vzácnou mozaikou. Na ní byly většinou vyobrazeny triumfální Kristus, apoštolové nebo biblické příběhy.
Známé příklady triumfálních oblouků:
- Lateránská bazilika (San Giovanni in Laterano)
- Bazilika svatého Vavřince za hradbami (San Lorenzo fuori le mura)
- Bazilika svatého Pavla za hradbami (Basilica di San Paolo fuori le mura)
- Bazilika Panny Marie Sněžné (Santa Maria Maggiore)
- Bazilika svaté Praxedy (Santa Prassede)

## Středověká architektura
Odvozeně od raně křesťanské architektury se ve středověké architektuře za vítězný oblouk označuje oblouk vchodu do chóru. Obvykle se jedná o východní oblouk křížení. Ve vítězném (triumfálním) oblouku býval umístěn vítězný kříž s dřevěnou sochou ukřižovaného Krista jako symbol Boha v lidské podobě, který nemůže trpět a který z kříže lidstvu kraluje.

## Galerie

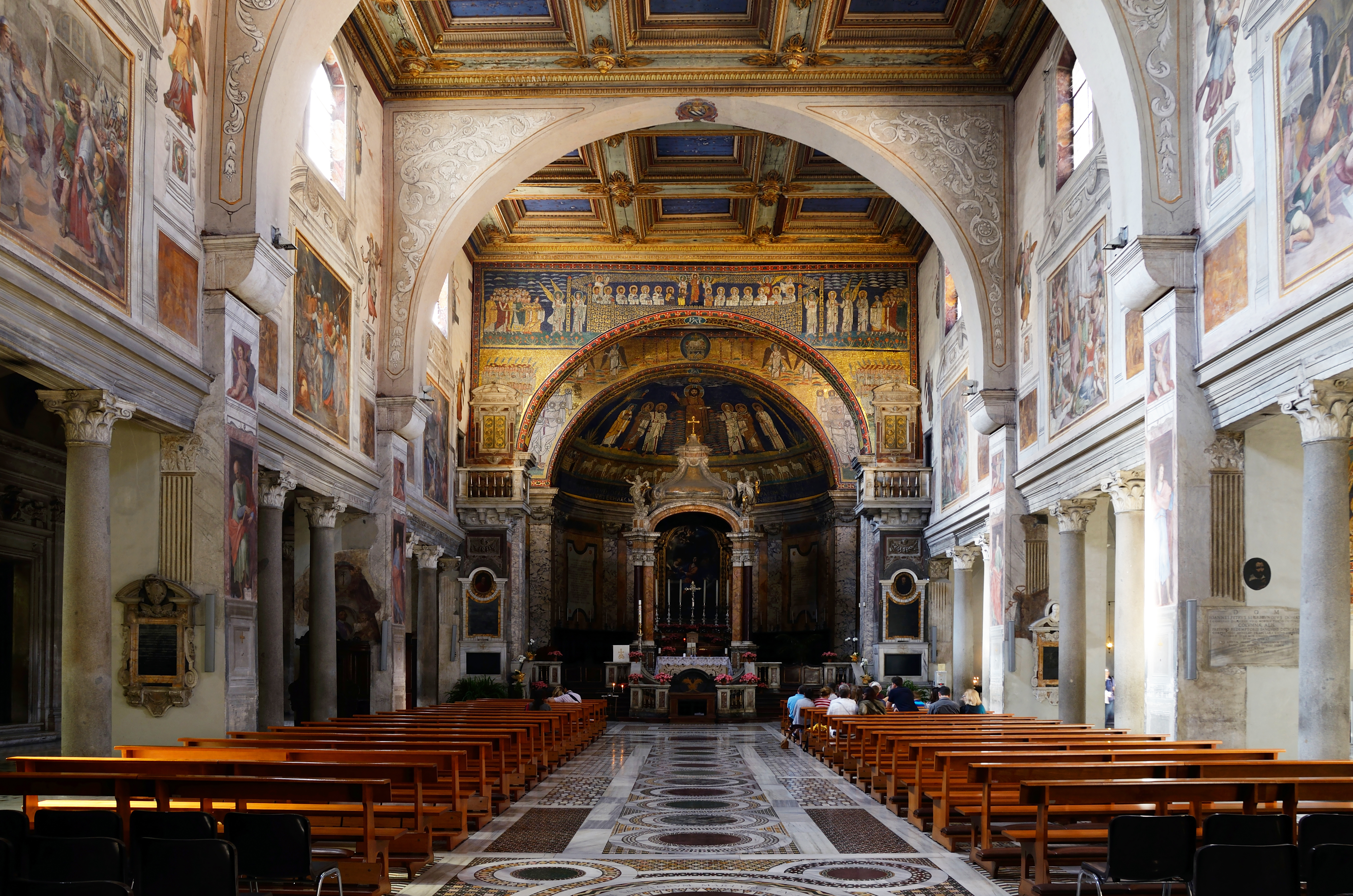
Bazilika svaté Praxedy, Řím, Itálie
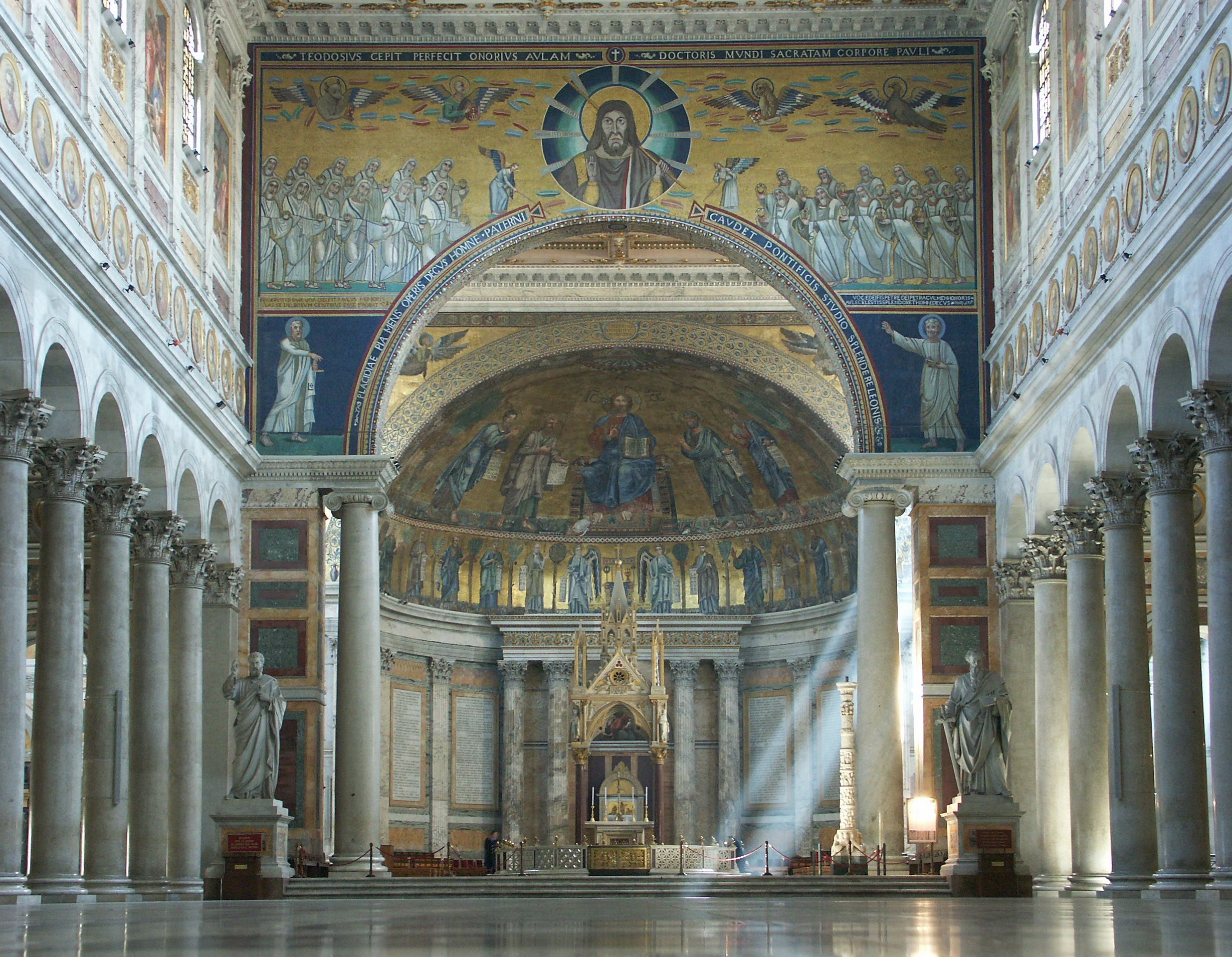
Vítězný oblouk v bazilice svatého Pavla za hradbami z 5. století, Řím
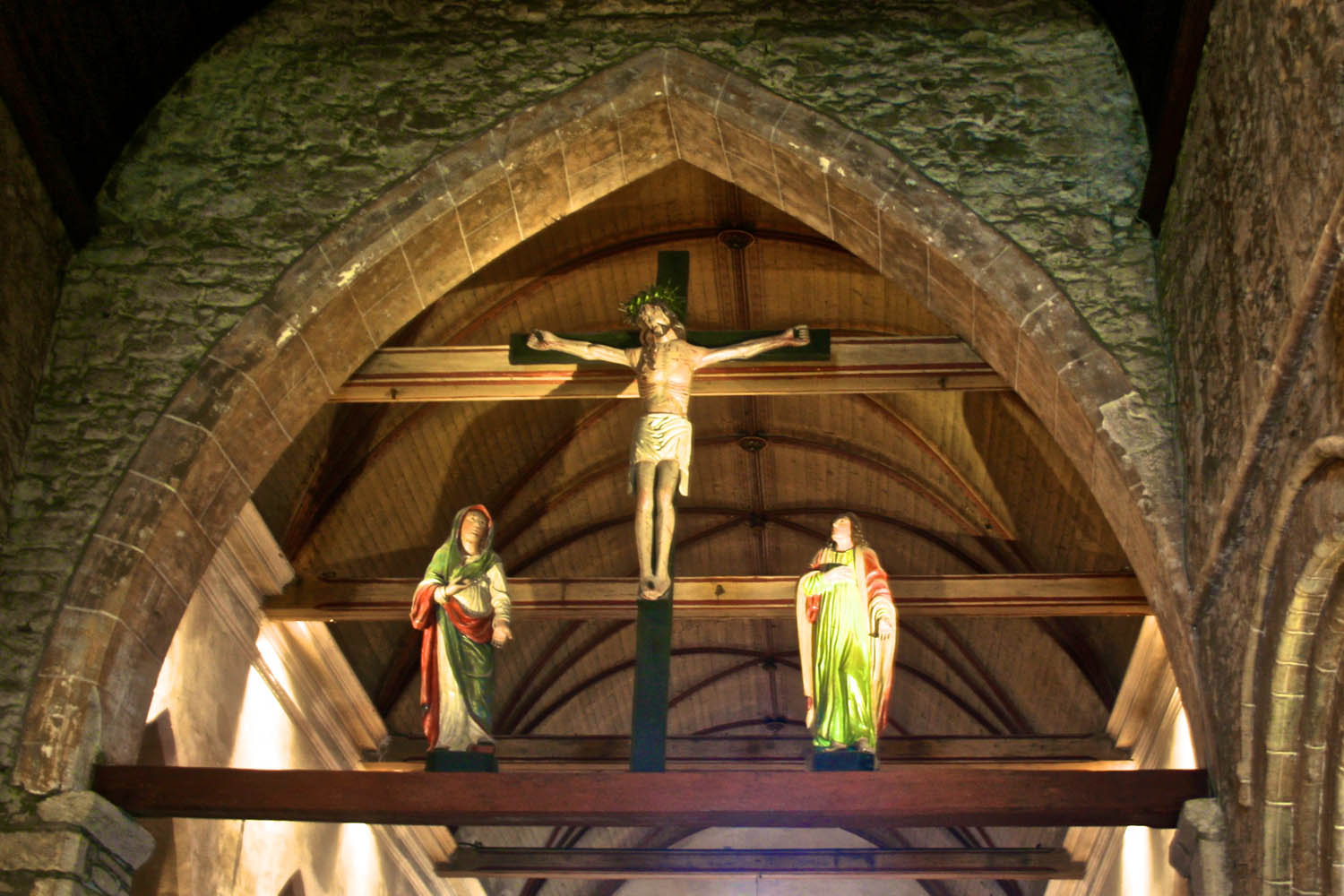
Triumfální oblouk s vítězným křížem v bazilice Perros-Guirec, Francie
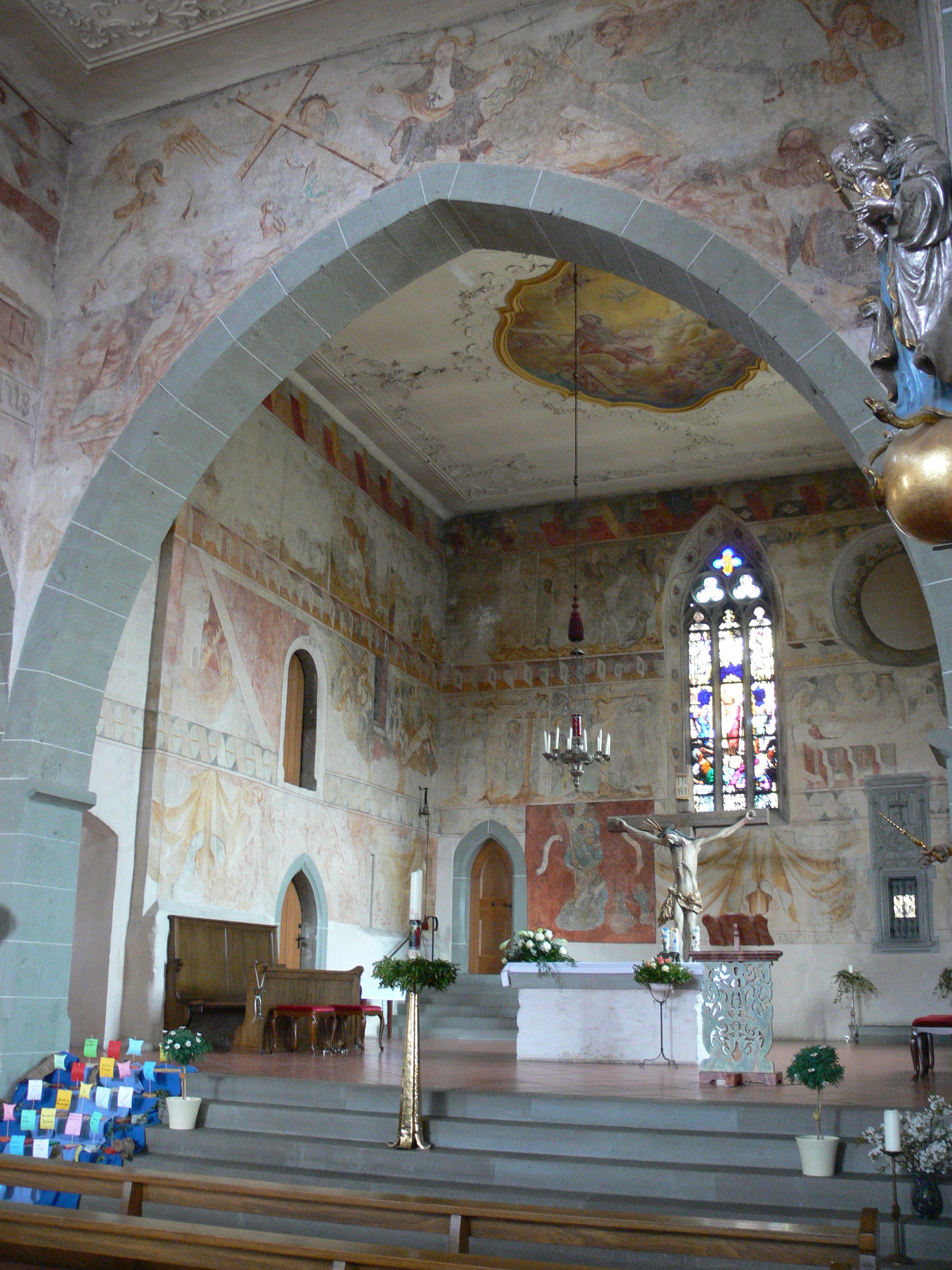
Vítězný oblouk ve farním kostele Bermatingen, Německo